# ときめきのシルバー・スター
『ときめきのシルバー・スター』は、一条ゆかりによる日本の漫画作品。
『りぼん』（集英社）にて「砂の城」休載中の1979年11月号から1980年8月号まで全10回連載された。単行本は全2巻（絶版）、文庫本は全1巻。
イギリスを舞台にした作品なので、縦書きのせりふは英語、横書きのせりふは日本語という設定で統一されている。

## あらすじ
イギリスの映画界を舞台にスターを目指す少女のサクセスストーリーが描かれる。
スターを夢見て、演劇学校ロンドン・アクターズ・スクール (LAS) に通う少女・アリスは、憧れのスーパースター、ディ・ギルバートが主演する映画の共演者を決めるオーディションに親友のビオレッタと参加する。
ディの相手役に選ばれたのはビオレッタ、そしてアリスもその友達役として出演することになり、注目を集める。自信をなくしかけていたアリスは、ディの友人で日本人ロッカーのタケルに励まされて惹かれ始めるが、ビオレッタも彼のことを好きなことに気づいてしまう。

## 登場人物
アイリス・バサレット
通称・アリス。18歳。カンタベリーの田舎育ちだが、ロンドンの大学に進学。歌手のディ・ギルバートに憧れ、スターを夢見ており、親に内緒で大学を辞め、LASに通っている。身長158cmで童顔。
タケル・ジョー（讓タケル）
LASの短期レッスン生の日本人。日本の人気ロッカーで、ディとは友人。ファンの女の子を死なせてしまった罪悪感と幼なじみの婚約という失意から逃げるように渡英。無邪気なアリスに惹かれる。
エミリアン・バサレット
通称・エミィ。アリスと同居する高校生の弟。「美しさに性別はない」がモットーで、会員制高級美少年クラブ「ヒュアキントス」で働く。外見は黒髪の少女で、店の人気NO.1。
ディ・ギルバート
イギリス一のスーパースター歌手。初主演のミュージカル映画のオーディションでアリスと知り合う。ゲイだと有名で、ヒュアキントスの常連でもあり、エミィを気に入っている。
ビオレッタ・シーグラム
LASに通う、アリスの親友。父親は大物プロデューサーだが、実力でデビューすることを目標にしている。身長174cmと長身で、演奏とダンスは学校一うまい。
聖子（せいこ）
タケルの隣人で幼なじみ。タケルの兄の婚約者。

## 書誌情報
- 一条ゆかり 『ときめきのシルバー・スター』 集英社〈集英社文庫〉 1996年12月13日発売、ISBN 4-08-617254-2